# یوسف‌خان گرجی

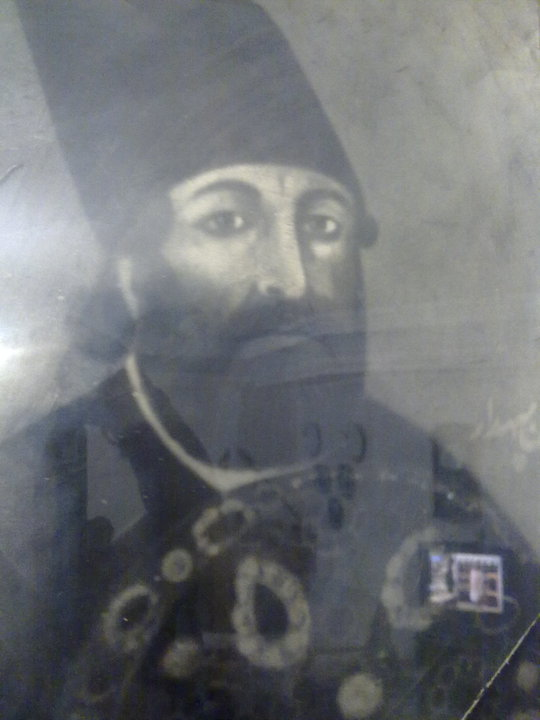
تصویری از یوسف خان گرجی از آلبوم خانوادگی شان

یوسف‌خان گرجی از حاکمان گرجی ایران در زمان حکومت قاجار و بانی شهر اراک (سلطان آباد) است که مدت کوتاهی به نیابت از طرف سلطان محمّد میرزا سیف الدّوله پسر فتح علی شاه حکومت اصفهان را برعهده داشت. او در جنگ‌های ایران و روس هنگام حملهٔ روس‌ها به گیلان مأمور دفع آنها شد و با کشتن هزار روس آنها را شکست داد و از گیلان عقب راند. حوزهٔ حکومتی وی علاوه بر اراک نواحی کزاز، کمره، وفس، تفرش و آشتیان را هم در بر می‌گرفت.
یوسف خان گرجی در سال ۱۲۴۰ هجری قمری در اصفهان درگذشت.

## اقدامات
- بنای شهر اراک، بازار اراک ، مدرسه سپهدار ، روستای یوسف آباد قوریگل
- فتحعلیشاه قاجار برای سرکوب عبدالله پاشا که در بغداد اقدام به نافرمانی از شاه می‌نمود، یوسف‌خان را به همراه محمدعلی دولتشاه به این شهر گسیل داشت تا عبدالله پاشا را سرکوب کنند. سپاه شاه چون به نزدیکی بغداد رسید، والی شهر، جعفر کاشف‌الغطا را که دارای احترام و مقام نزد فتحعلیشاه بود، واسطه کرد تا جنگ در نگیرد. وی نیز چنین کرد و موضوع با مذاکره پایان یافت.
- در سال ۱۲۳۸ هجری قمری، عباس میرزا، به منظور مقابله با اکراد که به سلماس و حدود آن تجاوز کرده بودند، با دستور به یوسف‌خان مبنی بر دفع آنها و همراه کردن فوج بهادران و فوج ینگی با وی، وی را به نبرد با آنها گماشت. در جنگی که میان سپاهیان شاه و اکراد روی داد، اکراد شکست خورده و فرار کردند.[۵][۶]
- در زمان فتحعلی شاه قشونی به نام عراق (عراق عجم) و سپهداری یوسف خان گرجی تشکیل گردید و فتحعلی شاه به فکر سربازگیری از مردم این سامان افتاد. یوسف خان گرجی از شاه تقاضا نمود که برای مرکز قشون قلعه‌ای نظامی احداث کند. به همین جهت تأسیس ساختمان اولیه شهر به‌صورت قلعه‌ای به نام سلطان آباد، شروع و در سال ۱۲۲۳ قمری (۱۸۰۸ میلادی) به پایان رسید.